# 1706 en droit
Cet article présente les faits marquants de l'année 1706 en droit.

## Événements
- Colonie du Cap : révolte de 63 colons contre les méthodes de gouvernement et la corruption du gouverneur Willem Adriaan van der Stel. Ils obtiennent son renvoi en 1707[1]. L'immigration européenne dans la colonie est arrêtée.